# 黄新民 (1913年)
黄新民（1913年2月7日—1983年1月25日），男，福建清流人，中国有机化学家，曾任中国化学会常务理事，中国环境科学研究院副院长，第三届全国人大代表。

## 生平
就读于长汀第七中学、上海清心中学。1934年考入清华大学，积极参加“一二九学生运动”，参加了中共领导下的进步学生组织——实用科学研究会的国防化学组活动。1937年清华大学化学系毕业。留校担任助教。1937年抗日战争爆发，参加了军政部兵工署防毒学兵队任化学教官。由于军队腐败，1939年离去，到昆明任中学教员。1940年在西南联合大学任讲师，兼任中学教师、家庭教师、化学药品公司工程师、医院与药厂的药剂师，以维持供养家庭。参加过吴晗、闻一多等学界名流搞的民盟的活动，还参加了西南联大地下党领导的学习会。
1945年中英庚款公费留学英国。入英国伦敦药学院读研究生，1946年转入剑桥大学。担任了中共领导的“留英科学工作者协会总干事”和“中国留学生总会”常务委员、主席等社会职务，与中共联络员、新华社伦敦分社的陈天声联系，编写进步刊物，宣传进步思想，团结留学生开展工作。1948年获剑桥大学化学博士学位。博士论文题目是《吲哚化合物若干问题》。留在剑桥大学任研究员（research associate)。1948年代表中国科学工作者协会出席在布拉格召开的世界科学工作者协会首届代表大会，做了题为《科学与人类》的演讲。1949年以国际学联代表身份出席了在巴黎召开的第一届世界和平大会。
1949年7月根据党的指示和安排，动员和组织留欧学生回国参加建设。1949年9月率30余人从欧洲回到北京，入华北人民革命大学政治研究院学习，任教育部留学生管理处处长兼政务院文化教育委员会招待回国留学生委员会秘书。根据周恩来总理指示，以个人名义向欧美和日本的中国留学生发出了两千多封邀请信，号召留学生和科学家们回国。周恩来总理对黄新民说：“牺牲一个博士专业，换回千百人专家，不是很合算嘛。”先后兼任华北大学工学院副教授、北京大学和清华大学教授。还参加政务院文化教育委员会关于学术名词统一方面的工作，1950年被聘为化学物质命名原则修订审查委员。1953年参加了《化学物质命名原则》一书的修订工作和《中华人民共和国药典》的编著工作。1952年8月，抗美援朝战争急需防化防细菌战器材，黄新民离开国家机关辞去三所大学的教授兼职，参加解放军任防化学校训练部防化系主任，主持防化研究室工作。在不长时间内研制出解放军早期型号的一批侦毒器等防护器材。编、译、著《毒剂化学》《毒剂化学与分析》《军用毒剂与侦毒》《杂环化学》《高等有机化学》等多种书籍和在军内发行的大学讲义。解放军后开创军事防护科研，历任防化技术研究所副所长、解放军防化研究院科技部副部长，一直担任科研管理的领导工作。1956年加入中国共产党。1956年主持编制全国十二年科学技术长远规划防化部分的科研发展规划。1962年当选为第三届全国人民代表大会代表。1979年2月任国务院科技干部局临时领导小组成员兼国务院科技干部局引进人才办公室负责人。1980年8月任新创办的中国环境科学研究院副院长，1981年主持创办了《中国环境科学》刊物任主编。组织刚进院的科技人员、大学毕业生编辑了《英汉环境科学词汇》，由中国环境科学出版社出版。1982年8月因病离职休养。1983年1月任中国人民解放军防化研究院顾问。1983年1月25日黄因肺癌在北京301医院逝世。根据生前遗愿，遗体献给301医院做医学科研实验。
1951年-1956年中国化学会第十七届常务理事，1978-1982年中国化学会第二十届理事会理事。中国环境科学学会常务理事。